# Kuhn
Kuhn S.A. er en fransk producent af jordbrugsmaskiner med hovedkvarter i Saverne (Alsace). Det er et datterselskab til schweiziske Bucher Industries.
I 1828 etablerede Joseph Kuhn en smedje i Saverne. I 1864 begyndte produktionen af landbrugsmaskiner.